# Liste des sous-marins du Canada
La liste des sous-marins du Canada regroupe les sous-marins commandés ou exploités par la Marine royale canadienne (Royal Canadian Navy).
Les navires de la Marine royale canadienne des Forces canadiennes portent un préfixe devant le nom du navire. L’abréviation usuelle francophone est « NCSM »: Navire Canadien de Sa Majesté. En anglais, la désignation « HMCS » signifie His Majesty's Canadian Ship si le chef d’État est un roi, et Her Majesty's Canadian Ship si le chef d’État est une reine. Par contre, l’abréviation demeure la même.

## Classe CC(américain) de 1914 à 1918
- CC-1
- CC-2

## Classe CH(britannique) de 1921 et 1922
- CH-14
- CH-15

## Type IX.C/40(allemand) de 1945 à 1947
- U-190
- U-889

## Classe Balao(américain) de 1961 à 1969
- Grilse

## Classe Oberon(britannique) de 1965 à 2000
- Ojibwa
- Onondaga
- Okanagan

## Classe Tench(américain) de 1968 à 1974
- Rainbow

## Classe Victoria(britannique) à partir de 1998
- Victoria
- Corner Brook
- Windsor
- Chicoutimi